# Alt på et bræt
Alt på et bræt er en dansk komediefilm fra 1977, skrevet af Ole Boye og instrueret af Gabriel Axel.
Filmen er baseret på den franske film 'C'est pas parce qu'on a rien à dire qu'il faut fermer sa gueule' instrueret af Jacques Besnard fra 1975.
Filmen tager udgangspunkt i 3 arbejdsløse skuespilleres plan om at begå et bankrøveri på Københavns Hovedbanegård ved at bore igennem væggen fra en af banegårdens toiletter og ind i en bankboks i banken ved siden af. For at dette skal gå ubemærket hen, ikke mindst for toiletpasseren og politistationen på hovedbanen, skal de holde kabinen optaget og spille forskellige karakterer som skiftevis bruger kabinen og laver forskellige afledningsmanøvre. De 3 er dog bedre skuespillere end bankrøvere, og støder ind i en del uventede problemer.

## Medvirkende
- Dirch Passer
- Jørgen Ryg
- Preben Kaas
- Lily Broberg
- Peter Steen
- Elin Reimer
- Johannes Marott
- Birger Jensen
- Ghita Nørby
- Berrit Kvorning
- Torben Jetsmark
- Søren Rode
- Torben Jensen
- Gabriel Axel
- Rumle Hammerich
- Søren Strømberg
- Holger Vistisen
- Esper Hagen
- Tommy Kenter
- Hanne Lyngfeldt

## Ekstern henvisning
- Alt på et bræt på Internet Movie Database (engelsk)
- Alt på et bræt på Filmdatabasen
- Alt på et bræt på danskefilm.dk
- Alt på et bræt på danskfilmogtv.dk
- Alt på et bræt på Scope
- Alt på et bræt på AllMovie (engelsk)
- Alt på et bræt på The Movie Database (engelsk)
- Alt på et bræt på Filmaffinity (engelsk)